# August Gebauer
Christian August Gebauer, Pseudonym Heinrich Rebau (auch Al. Bauer; * 28. August 1792 in Knobelsdorf; † 15. November 1852 in Tübingen), war ein deutscher Schriftsteller.

## Leben
Gebauer besuchte die Fürstenschule Meißen. Anschließend absolvierte er ein nicht weiter bekanntes Studium, das er mit der Promotion abschloss. Danach kam er als Lehrer erneut an die Schule in Meißen, anschließend an das Schönesche Institut nach Köln. Von dort wurde er 1818 als Professor der Philosophie an die neugegründete Universität Bonn berufen. Hier blieb er allerdings nur bis 1820, denn er wurde Alexander zu Sayn-Wittgenstein-Hohenstein als Erzieher zur Seite gestellt. In diesem Amt erhielt  August Gebauer den Titel eines kaiserlich russischen Hofrats.
Gebauer ließ sich 1821 als Schriftsteller in Mannheim nieder, bevor er 1825 nach Stuttgart und 1831 nach Karlsruhe zog. 1848 kam er schließlich nach Tübingen. Dort war er am Ende seines Lebens von Armutssorgen geplagt.
Gebauer veröffentlichte eine Vielzahl an Schriften. Insbesondere seine naturgeschichtlichen Schriften wurden in den 1880er-Jahren neu aufgelegt. Bei seinen Sachbüchern wurde teilweise Plagiatsverdacht geäußert.

## Werke (Auswahl)
- Geistliche und weltliche Gedichte, Rommerskirchen, Köln 1818.
- Die Morgenröthe, Büschler, Elberfeld 1819.
- Stunden der Einsamkeit: Für Frohe und Trauernde, Mayer, Aachen 1820.
- Bonn und seine Umgebungen, Kupferberg, Mainz 1820.
- Kleine Naturgeschichte: nebst einer gedrängten Uibersicht der Naturlehre: Für Stadt- und Landschulen, Schwan und Götz, Mannheim 1822.
- Der rheinländische Kinderfreund: Ein Festgeschenk für fleißige Kinder zum Haus und Schulgebrauch, 2. Auflage, Löffler, Mannheim 1825.
- Kleine Geographie, 5. Auflage, Schwan und Götz, Mannheim 1828.
- Simon Dach und seine Freunde als Kirchenliederdichter, Osiander, Tübingen 1828.
- D. Martin Luther und seine Zeitgenossen als Kirchenliederdichter: nebst Luthers Gedanken über die Musik und einigen poetischen Reliquien, Klein, Leipzig 1828.
- Das Wissenswürdigste aus der Naturgeschichte, oder naturgeschichtliches Lehr- und Lesebuch für deutsche Volksschulen, Metzler, Stuttgart 1829.
- Volksnaturgeschichte oder gemeinfaßliche Beschreibung der merkwürdigsten, nützlichsten und schädlichsten Thiere, Pflanzen und Mineralien, Weise und Stoppani, Stuttgart 1838.
- Ausgewählte Fabeln: zur Bildung des Geistes und Herzens, 3. Auflage, Jenisch und Stage, Augsburg 1840.
- Ausgewählte Parabeln: zur Bildung des Geistes und Herzens, 3. Auflage, Jenisch und Stage, Augsburg 1840.
- Stimmen evangelischer Wahrheit aus der Brüdergemeinde: Auswahl aus Zinzendorfs und Albertinis Schriften, Cast, Stuttgart 1846.
- Käfer-Büchlein, oder Beschreibung der schönsten, nützlichsten und schädlichsten in- und ausländischen Käfer, Fleischhauer und Spohn, Reutlingen 1849.